# Qarah Daraq-e Soflá
Qarah Daraq-e Soflá (persiska: قره درق سفلي) är en ort i provinsen Östazarbaijan i nordvästra Iran. Qarah Daraq-e Soflá ligger 457 meter över havet och folkmängden uppgår till cirka 130 invånare.

## Geografi
Terrängen runt Qarah Daraq-e Soflá är kuperad österut, men västerut är den platt. Närmaste större samhälle är Āqā Moḩammad Beyglū, 8 km sydost om Qarah Daraq-e Soflá. Trakten runt Qarah Daraq-e Soflá består i huvudsak av gräsmarker.